# ブルー きみは大丈夫
『ブルー きみは大丈夫』（ブルー きみはだいじょうぶ、原題：IF）は、2024年公開のアメリカ合衆国のファンタジー映画。
子どもたちが成長して空想することをやめたとき、イマジナリー・フレンド（空想上の友だち）たちはどうなるのかを、実写とアニメーションの混在で描いた映画。ジョン・クラシンスキー監督・脚本、ライアン・レイノルズ主演。
本作はルイス・ゴセット・ジュニアの遺作であり、エンドクレジットの最後に同作で演じたルイスの登場カットと共に追悼メッセージが掲げられている。

## あらすじ
子どもたちが成長したことで忘れ去られ、もうすぐ消えてしまう運命にある“イフ”と呼ばれる不思議な存在（イマジナリー・フレンド）のブルーは、自分の存在が見えるビーという少女と、大人でありながらブルーが見えるビーの隣人の助けを借りて、消えゆく“イフ”たちを助けるための冒険に出る。

## キャスト
※括弧内は日本語吹替。
- ビー: ケイリー・フレミング[7]（稲垣来泉[8]）

空想上の友達（IF）が見える少女。母親を癌で失っている。
- カル: ライアン・レイノルズ（加瀬康之）

ある秘密を持つビーの隣人。彼女と同じようなIFを見ることができる。
- ビーのパパ: ジョン・クラシンスキー（浪川大輔）

入院中のビーの父。
- マーガレット: フィオナ・ショウ（高島雅羅）

ビーの祖母。
- ベンジャミン: アラン・キム（英語版）（佐藤みゆ希）

怪我で入院していた少年。
- ジャネット: ライザ・コロン＝ザヤス（英語版）（伊倉一恵）

病院の看護師。
- ジェレミー: ボビー・モイニハン（遠藤純一）

かつてブルーが見えていた男。
声の出演
- ブルー: スティーヴ・カレル[7]（宮田俊哉〈Kis-My-Ft2〉[9]）

巨大な紫色の生物。子供にしか見えない不思議なIF。以前はジェレミーのIFだったが、大人になり見えなくなってしまった為、現在は別の子どものIFになろうとしていた。
- ブロッサム: フィービー・ウォーラー＝ブリッジ（三森すずこ）

人形のテントウムシのIF。かつてマーガレットのIFだった。
- ルイス: ルイス・ゴセット・ジュニア[7]（麦人）

93歳の老いたクマのIF。
- 石けんバブル: オークワフィナ[10]（本名陽子）

シャボン玉のIF。
- ユニ: エミリー・ブラント[10]（園崎未恵）

ユニコーンのIF。
- スペースマン: ジョージ・クルーニー（小山力也）

宇宙飛行士のIF。
- アイス: ブラッドリー・クーパー（桐本拓哉）

氷と水の入ったグラスのIF。
- サニー: マット・デイモン[10]（平田広明）

頭が花の人型のIF。
- バナナ: ビル・ヘイダー（森川智之）

バナナのIF。
- 美術教師: リチャード・ジェンキンス（諏訪部順一）

IF達にアートを教える木の人形のIF。
- スライムボール: キーガン＝マイケル・キー（下野紘）

緑色のスライムのIF。
- マシュマロウ: ジョン・クラシンスキー

頭が燃えているマシュマロのIF。
- オクト・キャット: ブレイク・ライヴリー[10]（甲斐田裕子）

タコ型の着ぐるみをきたネコのIF。
- マジシャン・マウス: セバスティアン・マニスカルコ（英語版）（島﨑信長）

マジシャンのネズミのIF。
- コスモ: クリストファー・メローニ（大塚明夫）

探偵のIF。
- アンドロメダス3世: マシュー・リス（上田燿司）

頭に王冠を載せたゴーストのIF。
- スーパードッグ: サム・ロックウェル（神谷浩史）

スーパーヒーローのようにマントとサングラスを着用したイヌのIF。
- アリー: マーヤ・ルドルフ[10]（高乃麗）

紫色のワニのIF。
- ガミー・ベア: エイミー・シューマー（早見沙織）

赤色のグミでできたクマのIF。
- ヴァイオラ: アリソン・シーガー

サングラスをかけ、擬人化されたIF。
- ロボット: ジョン・スチュワート[10]（津田健次郎）

ロボットのIF。
- キース: ブラッド・ピット ※クレジットのみ

透明で無口なIF。